# Filip Jarota
Filip Jarota, né le 15 juin 2001 à Szczecin, est un joueur professionnel de squash représentant la Pologne. Il atteint en décembre 2021 la 161e place mondiale sur le circuit international, son meilleur classement. Il est champion de Pologne de 2019 à 2024.

## Biographie
En 2019, il devient à dix-huit ans le plus jeune champion de Pologne de l'histoire, honorant sa wild-card. Il conserve aisément son titre l'année suivante.

## Palmarès

### Titres
- Championnat de Pologne : 6 titres (2019-2024)